# Список капитолиев США

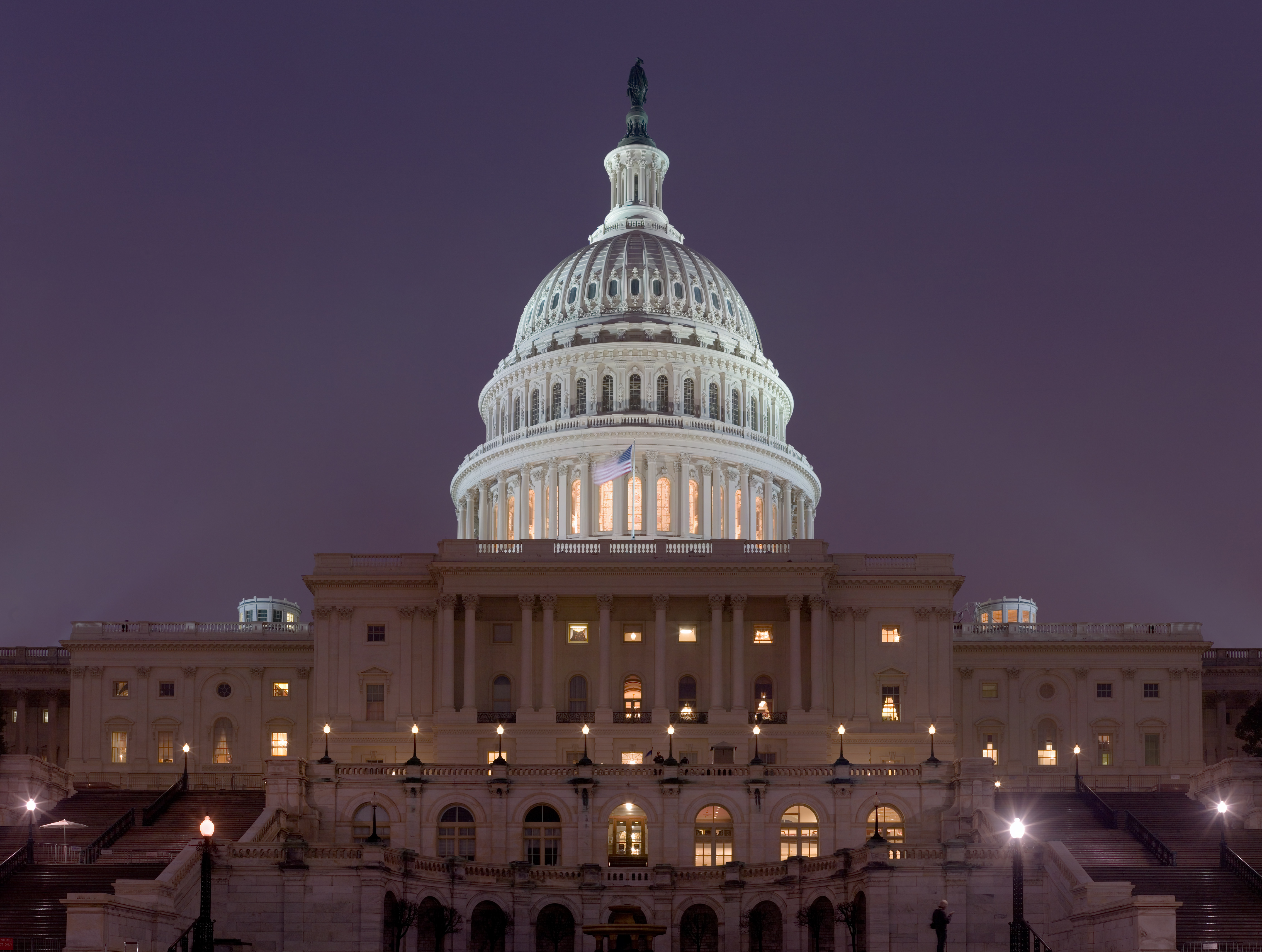
Капитолий США в Вашингтоне при ночном освещении

Список капитолиев США — включает в себя Капитолий США в Вашингтоне, действующие капитолии пятидесяти штатов, а также Капитолий территории Пуэрто-Рико. В США термин «Капитолий» употребляется для здания, где проводят свои заседания законодательные органы государства, штата или территории.
- Капитолий США в Вашингтоне — главный Капитолий США, место для собраний Конгресса США — законодательного органа государственной власти Соединённых Штатов Америки.
- Капитолии штатов США — в каждом из них обычно находится место для собраний законодательных органов (легислатуры) штата и офис губернатора штата, хотя имеются исключения из этого правила.
  - В Капитолии штата Аризона сейчас находится музей, а законодательные органы и офис губернатора расположены в соседних зданиях.
  - Законодательные органы Алабамы, Невады и Северной Каролины также заседают в соседних с капитолиями зданиях, но офисы их губернаторов находятся в капитолиях.
  - Помимо Аризоны, только в Виргинии офис губернатора не находится в Капитолии штата, хотя в Делавэре, Огайо, Мичигане и Вермонте офисы губернатора в капитолиях используются только в церемониальных целях.

У большинства штатов (39 из 50) капитолии по-английски так и называются State Capitol. Индиана и Огайо используют название Statehouse (слитное написание), а ещё 8 штатов используют State House (Мэн, Мэриленд, Массачусетс, Нью-Гэмпшир, Нью-Джерси, Род-Айленд, Южная Каролина и Вермонт). В Делавэре используется название Legislative Hall (законодательный дом). В штате Алабама есть Капитолий штата Алабама, но законодательные органы с 1985 года заседают в State House.
- Капитолий территории Пуэрто-Рико — место для собраний двухпалатной законодательной ассамблеи Пуэрто-Рико — островной территории, находящейся под управлением США.

## Капитолий США в Вашингтоне
| Изображение | Название Капитолия                                       | Город и координаты                                     | Местоположение на карте | Годы постройки современного здания                                                | Примечания                                                    |
| ----------- | -------------------------------------------------------- | ------------------------------------------------------ | ----------------------- | --------------------------------------------------------------------------------- | ------------------------------------------------------------- |
|             | Капитолий США (United States Capitol) США Округ Колумбия | Вашингтон (Washington) 38°53′23″ с. ш. 77°00′32″ з. д. | Вашингтон               | 1793—1800 (крыло Сената) 1811 (крыло Палаты) 1850 (расширение), 1855—1866 (купол) | Национальный исторический памятник США, главный Капитолий США |

## Капитолии штатов США
| Изображение | Название Капитолия                                                                 | Город и координаты                                               | Местоположение на карте | Годы постройки современного здания                                                  | Примечания |
| ----------- | ---------------------------------------------------------------------------------- | ---------------------------------------------------------------- | ----------------------- | ----------------------------------------------------------------------------------- | --- |
|             | Капитолий штата Айдахо (Idaho State Capitol) Айдахо                                | Бойсе (Boise) 43°37′03″ с. ш. 116°11′58″ з. д.                   | Бойсе                   | 1905—1913 1919—1920 (крылья) 2008—2010 (подземные крылья)                           | |
|             | Капитолий штата Айова (Iowa State Capitol) Айова                                   | Де-Мойн (Des Moines) 41°35′28″ с. ш. 93°36′13″ з. д.             | Де-Мойн                 | 1871—1886                                                                           | Национальный реестр исторических мест США, единственный Капитолий штата с пятью куполами                                                    |
|             | Капитолий штата Алабама (Alabama State Capitol) Алабама                            | Монтгомери (Montgomery) 32°22′38″ с. ш. 86°18′03″ з. д.          | Монтгомери              | 1850—1851 1885 (восточное крыло) 1903—1906 (южное крыло) 1911—1912 (северное крыло) | Национальный исторический памятник США, первый Капитолий Конфедерации (1861)                                                                |
|             | Капитолий штата Аляска (Alaska State Capitol) Аляска                               | Джуно (Juneau) 58°18′07″ с. ш. 134°24′37″ з. д.                  | Джуно                   | 1929—1931                                                                           | |
|             | Капитолий штата Аризона (Arizona State Capitol) Аризона                            | Финикс (Phoenix) 33°26′53″ с. ш. 112°05′49″ з. д.                | Финикс                  | 1899—1900                                                                           | Национальный реестр исторических мест США                                                                                                   |
|             | Капитолий штата Арканзас (Arkansas State Capitol) Арканзас                         | Литл-Рок (Little Rock) 34°44′48″ с. ш. 92°17′19″ з. д.           | Литл-Рок                | 1899—1915                                                                           | Национальный реестр исторических мест США                                                                                                   |
|             | Капитолий штата Вайоминг (Wyoming State Capitol) Вайоминг                          | Шайенн (Cheyenne) 41°08′25″ с. ш. 104°49′11″ з. д.               | Шайенн                  | 1886—1890 1915—1917 (помещения Палаты и Сената)                                     | Национальный исторический памятник США |
|             | Капитолий штата Вашингтон (Washington State Capitol) Вашингтон                     | Олимпия (Olympia) 47°02′07″ с. ш. 122°54′23″ з. д.               | Олимпия                 | 1919—1928                                                                           | Национальный реестр исторических мест США                                                                                                   |
|             | Капитолий штата Вермонт (Vermont State House) Вермонт                              | Монтпилиер (Montpelier) 44°15′44″ с. ш. 72°34′51″ з. д.          | Монтпилиер              | 1834—1836                                                                           | Национальный исторический памятник США |
|             | Капитолий штата Виргиния (Virginia State Capitol) Виргиния                         | Ричмонд (Richmond) 37°32′19″ с. ш. 77°26′00″ з. д.               | Ричмонд                 | 1785—1790 1904—1906 (крылья)                                                        | Национальный исторический памятник США, Капитолий Конфедерации (1861—1865)                                                                  |
|             | Капитолий штата Висконсин (Wisconsin State Capitol) Висконсин                      | Мэдисон (Madison) 43°04′28″ с. ш. 89°23′05″ з. д.                | Мэдисон                 | 1906—1917 1988—2002 (значительное восстановление и ремонт)                          | Национальный исторический памятник США |
|             | Капитолий штата Гавайи (Hawaii State Capitol) Гавайи                               | Гонолулу (Honolulu) 21°18′26″ с. ш. 157°51′26″ з. д.             | Гонолулу                | 1960—1969                                                                           | Часть Исторического дистрикта столицы Гавайи (Hawaii Capital Historic District), принадлежащего Национальному реестру исторических мест США |
|             | Капитолий штата Делавэр (Delaware Legislative Hall) Делавэр                        | Довер (Dover) 39°09′26″ с. ш. 75°31′11″ з. д.                    | Довер                   | 1933 1965—1970 (северное и южное крыло) 1994 (расширение восточного крыла)          | |
|             | Капитолий штата Джорджия (Georgia State Capitol) Джорджия                          | Атланта (Atlanta) 33°44′57″ с. ш. 84°23′17″ з. д.                | Атланта                 | 1883—1889                                                                           | Национальный исторический памятник США |
|             | Капитолий штата Западная Виргиния (West Virginia State Capitol) Западная Виргиния  | Чарлстон (Charleston) 38°19′59″ с. ш. 81°36′50″ з. д.            | Чарлстон                | 1924—1932                                                                           | Национальный реестр исторических мест США                                                                                                   |
|             | Капитолий штата Иллинойс (Illinois State Capitol) Иллинойс                         | Спрингфилд (Springfield) 39°47′54″ с. ш. 89°39′17″ з. д.         | Спрингфилд              | 1868—1887                                                                           | Национальный реестр исторических мест США                                                                                                   |
|             | Капитолий штата Индиана (Indiana Statehouse) Индиана                               | Индианаполис (Indianapolis) 39°46′07″ с. ш. 86°09′45″ з. д.      | Индианаполис            | 1880—1888                                                                           | Национальный реестр исторических мест США                                                                                                   |
|             | Капитолий штата Калифорния (California State Capitol) Калифорния                   | Сакраменто (Sacramento) 38°34′35″ с. ш. 121°29′36″ з. д.         | Сакраменто              | 1860—1874 1949—1952 (восточное крыло)                                               | Национальный реестр исторических мест США                                                                                                   |
|             | Капитолий штата Канзас (Kansas State Capitol) Канзас                               | Топика (Topeka) 39°02′52″ с. ш. 95°40′41″ з. д.                  | Топика                  | 1866—1873 (восточное крыло) 1879—1881 (западное крыло) 1884—1906 (центр)            | Национальный реестр исторических мест США                                                                                                   |
|             | Капитолий штата Кентукки (Kentucky State Capitol) Кентукки                         | Франкфорт (Frankfort) 38°11′12″ с. ш. 84°52′31″ з. д.            | Франкфорт               | 1905—1910                                                                           | Национальный реестр исторических мест США                                                                                                   |
|             | Капитолий штата Колорадо (Colorado State Capitol) Колорадо                         | Денвер (Denver) 39°44′20″ с. ш. 104°59′05″ з. д.                 | Денвер                  | 1886—1907                                                                           | Национальный реестр исторических мест США, на ступеньках Капитолия находится отметка высоты в одну милю (около 1609 м) над уровнем моря.    |
|             | Капитолий штата Коннектикут (Connecticut State Capitol) Коннектикут                | Хартфорд (Hartford) 41°45′50″ с. ш. 72°40′58″ з. д.              | Хартфорд                | 1872—1879                                                                           | Национальный исторический памятник США |
|             | Капитолий штата Луизиана (Louisiana State Capitol) Луизиана                        | Батон-Руж (Baton Rouge) 30°27′25″ с. ш. 91°11′14″ з. д.          | Батон-Руж               | 1930—1932                                                                           | Национальный исторический памятник США, самый высокий Капитолий в США (137 м)                                                               |
|             | Капитолий штата Массачусетс (Massachusetts State House) Массачусетс                | Бостон (Boston) 42°21′27″ с. ш. 71°03′48″ з. д.                  | Бостон                  | 1795—1798                                                                           | Национальный исторический памятник США |
|             | Капитолий штата Миннесота (Minnesota State Capitol) Миннесота                      | Сент-Пол (Saint Paul) 44°57′18″ с. ш. 93°06′08″ з. д.            | Сент-Пол                | 1893—1905                                                                           | Национальный реестр исторических мест США, второй по величине самоподдерживающийся мраморный купол в мире (первый среди капитолиев США)     |
|             | Капитолий штата Миссисипи (Mississippi State Capitol) Миссисипи                    | Джексон (Jackson) 32°18′14″ с. ш. 90°10′56″ з. д.                | Джексон                 | 1901—1903                                                                           | Национальный реестр исторических мест США                                                                                                   |
|             | Капитолий штата Миссури (Missouri State Capitol) Миссури                           | Джефферсон-Сити (Jefferson City) 38°34′44″ с. ш. 92°10′22″ з. д. | Джефферсон-Сити         | 1911—1917                                                                           | Национальный реестр исторических мест США                                                                                                   |
|             | Капитолий штата Мичиган (Michigan State Capitol) Мичиган                           | Лансинг (Lansing) 42°44′01″ с. ш. 84°33′20″ з. д.                | Лансинг                 | 1871—1878                                                                           | Национальный исторический памятник США |
|             | Капитолий штата Монтана (Montana State Capitol) Монтана                            | Хелена (Helena) 46°35′08″ с. ш. 112°01′06″ з. д.                 | Хелена                  | 1896—1902 1909—1912 (крылья)                                                        | Национальный реестр исторических мест США                                                                                                   |
|             | Капитолий штата Мэн (Maine State House) Мэн                                        | Огаста (Augusta) 44°18′26″ с. ш. 69°46′54″ з. д.                 | Огаста                  | 1828—1832 1889—1891 (крыло) 1909—1911 (крылья)                                      | Национальный реестр исторических мест США                                                                                                   |
|             | Капитолий штата Мэриленд (Maryland State House) Мэриленд                           | Аннаполис (Annapolis) 38°58′43″ с. ш. 76°29′28″ з. д.            | Аннаполис               | 1772—1779                                                                           | Национальный исторический памятник США, самый старый из функционирующих капитолиев США                                                      |
|             | Капитолий штата Небраска (Nebraska State Capitol) Небраска                         | Линкольн (Lincoln) 40°48′29″ с. ш. 96°41′58″ з. д.               | Линкольн                | 1922—1932                                                                           | Национальный исторический памятник США, второй по высоте Капитолий в США (121 м)                                                            |
|             | Капитолий штата Невада (Nevada State Capitol) Невада                               | Карсон-Сити (Carson City) 39°09′50″ с. ш. 119°45′58″ з. д.       | Карсон-Сити             | 1869—1871                                                                           | Национальный реестр исторических мест США                                                                                                   |
|             | Капитолий штата Нью-Гэмпшир (New Hampshire State House) Нью-Гэмпшир                | Конкорд (Concord) 43°12′24″ с. ш. 71°32′17″ з. д.                | Конкорд                 | 1815—1818                                                                           | |
|             | Капитолий штата Нью-Джерси (New Jersey State House) Нью-Джерси                     | Трентон (Trenton) 40°13′13″ с. ш. 74°46′11″ з. д.                | Трентон                 | 1792                                                                                | Национальный реестр исторических мест США                                                                                                   |
|             | Капитолий штата Нью-Йорк (New York State Capitol) Нью-Йорк                         | Олбани (Albany) 42°39′09″ с. ш. 73°45′26″ з. д.                  | Олбани                  | 1867—1899                                                                           | Национальный исторический памятник США |
|             | Капитолий штата Нью-Мексико (New Mexico State Capitol) Нью-Мексико                 | Санта-Фе (Santa Fe) 35°40′56″ с. ш. 105°56′22″ з. д.             | Санта-Фе                | 1964—1966                                                                           | Единственный круглый капитолий штата |
|             | Капитолий штата Огайо (Ohio Statehouse) Огайо                                      | Колумбус (Columbus) 39°57′41″ с. ш. 82°59′56″ з. д.              | Колумбус                | 1837—1861                                                                           | Национальный исторический памятник США |
|             | Капитолий штата Оклахома (Oklahoma State Capitol) Оклахома                         | Оклахома-Сити (Oklahoma City) 35°29′32″ с. ш. 97°30′12″ з. д.    | Оклахома-Сити           | 1914—1917 2000—2002 (купол)                                                         | Национальный реестр исторических мест США                                                                                                   |
|             | Капитолий штата Орегон (Oregon State Capitol) Орегон                               | Сейлем (Salem) 44°56′19″ с. ш. 123°01′48″ з. д.                  | Сейлем                  | 1935 1977 (крылья)                                                                  | Национальный реестр исторических мест США                                                                                                   |
|             | Капитолий штата Пенсильвания (Pennsylvania State Capitol) Пенсильвания             | Гаррисберг (Harrisburg) 40°15′52″ с. ш. 76°52′00″ з. д.          | Гаррисберг              | 1898—1902/1903                                                                      | Национальный исторический памятник США |
|             | Капитолий штата Род-Айленд (Rhode Island State House) Род-Айленд                   | Провиденс (Providence) 41°49′51″ с. ш. 71°24′54″ з. д.           | Провиденс               | 1895—1904                                                                           | Национальный реестр исторических мест США, четвёртый по величине самоподдерживающийся мраморный купол в мире (второй среди капитолиев США)  |
|             | Капитолий штата Северная Дакота (North Dakota State Capitol) Северная Дакота       | Бисмарк (Bismarck) 46°49′14″ с. ш. 100°46′57″ з. д.              | Бисмарк                 | 1920—1924 1931—1934 (офисная башня и крыло)                                         | |
|             | Капитолий штата Северная Каролина (North Carolina State Capitol) Северная Каролина | Роли (Raleigh) 35°46′49″ с. ш. 78°38′21″ з. д.                   | Роли                    | 1840                                                                                | Национальный исторический памятник США |
|             | Капитолий штата Теннесси (Tennessee State Capitol) Теннесси                        | Нашвилл (Nashville) 36°09′57″ с. ш. 86°47′03″ з. д.              | Нашвилл                 | 1845—1854                                                                           | Национальный исторический памятник США |
|             | Капитолий штата Техас (Texas State Capitol) Техас                                  | Остин (Austin) 30°16′29″ с. ш. 97°44′26″ з. д.                   | Остин                   | 1881—1888 1993 (подземное расширение)                                               | Национальный исторический памятник США |
|             | Капитолий штата Флорида (Florida State Capitol) Флорида                            | Таллахасси (Tallahassee) 30°26′17″ с. ш. 84°16′53″ з. д.         | Таллахасси              | 1973—1977                                                                           | |
|             | Капитолий штата Южная Дакота (South Dakota State Capitol) Южная Дакота             | Пирр (Pierre) 44°22′01″ с. ш. 100°20′46″ з. д.                   | Пирр                    | 1905—1911                                                                           | Национальный реестр исторических мест США                                                                                                   |
|             | Капитолий штата Южная Каролина (South Carolina State House) Южная Каролина         | Колумбия (Columbia) 34°00′01″ с. ш. 81°01′59″ з. д.              | Колумбия                | 1854—1865                                                                           | Национальный исторический памятник США |
|             | Капитолий штата Юта (Utah State Capitol) Юта                                       | Солт-Лейк-Сити (Salt Lake City) 40°46′38″ с. ш. 111°53′17″ з. д. | Солт-Лейк-Сити          | 1912—1916                                                                           | Национальный реестр исторических мест США                                                                                                   |

## Капитолий территории Пуэрто-Рико
| Изображение | Название Капитолия                                                                        | Город и координаты                                  | Местоположение на карте | Годы постройки современного здания | Примечания                                |
| ----------- | ----------------------------------------------------------------------------------------- | --------------------------------------------------- | ----------------------- | ---------------------------------- | ----------------------------------------- |
|             | Капитолий Пуэрто-Рико (Capitol of Puerto Rico, исп. Capitolio de Puerto Rico) Пуэрто-Рико | Сан-Хуан (San Juan) 18°28′08″ с. ш. 66°06′22″ з. д. | Сан-Хуан                | 1921—1929                          | Национальный реестр исторических мест США |